# Andrew Chrabascz
Andrew Chrabascz (Portsmouth, Rhode Island, 14 de junio de 1994) es un exbaloncestista estadounidense nacionalizado armenio. Con 2,01 metros de estatura, jugaba en la posición de ala-pívot.

## Trayectoria deportiva

### Universidad
Jugó cuatro temporadas con los Bulldogs de la Universidad Butler, en las que promedió 9,9 puntos, 3,9 rebotes y 2,0 asistencias por partido. En su última temporada fue incluido en el mejor quinteto de la Big East Conference, previamente, en 2014 lo fue además en el mejor quinteto de rookies.

### Profesional
Tras no ser elegido en el Draft de la NBA de 2018, en el mes de agosto firmó su primer contrato profesional con el Okapi Aalstar de la Pro Basketball League, la primera división del baloncesto belga. Jugó una temporada como suplente, en la que promedió 9,8 puntos y 3,7 rebotes por partido.
En julio de 2017 cambió de equipo, pero permnaneció en la liga belga, al fichar por el Belfius Mons-Hainaut.

### Selección nacional
Es miembro de la selección de Armenia, con la que participó en la fase de clasificación para la Copa Mundial de 2019, promediando 12,5 puntos y 4,3 rebotes en los seis partidos que disputó.